# Robigalia
A Robigalia foi um festival do Império Romano em honra do deus Robigus, invocado contra as pestes das plantações. Celebrado anualmente no dia 25 de abril, os festejos tinham como ápice o sacrifício de um cachorro, como propiciação de boas colheitas e pela vitalidade dos campos de trigo. A Robigalia tinha um caráter eminentemente festivo; o sacrifício do animal, porém, era um momento de grande ansiedade entre os camponeses, que esperavam com apreensão os sinais de bom ou mau augúrio vindos deste ritual.
Após a cristianização do Império Romano, a Robigalia deu lugar aos dias de rogação, perdendo seu caráter festivo, substituído este por um forte aspecto penitencial.